# Fortul 13 Jilava
Fortul 13 Jilava este un monument istoric aflat pe teritoriul satului Jilava, comuna Jilava.
Fortul 13 Jilava se află în sudul județului Ilfov, fiind construit întocmai
după planurile generalului Henri Alexis Brialmont, ca parte din Cetatea Bucureștiului,
centura de apărare, cu forturi și baterii, care înconjoară inelar Bucureștiul. Are reduitul în formă de as de pică, cu o valoare arhitecturală
unicat. A fost utilizat ca închisoare politică, prima dată după răscoala din 1907, iar apoi după cel de Al Doilea Război Mondial, când în anul 1956 a fost cedat Ministerului de Interne. A devenit o parte tristă și crudă a
gulagului românesc. Încăperile cazarmei au fost utilizate ca celule
colective sau de maximă siguranță.
În noaptea de 26/27 noiembrie 1940, Poliția Legionară a ucis, în celulele închisorii militare Jilava, un număr de 64 de deținuți politici (v. Masacrul de la Jilava).
Foarte multe din personalitățile istorice, politice, culturale interbelice (Mareșalul Antonescu, Corneliu Coposu, Mihai Antonescu, monseniorul Vladimir Ghika, N. Steinhardt sau Radu Lecca) au trecut pe aici și unii chiar și-au aflat sfârșitul pe câmpul
de execuție Valea Piersicilor (Valea Plângerii), de lângă fort. Ultimii
deținuți care au fost închiși aici au fost cei de la Revoluția din 1989.
În prezent, o parte dintre fostele celule sunt amenajate în scop muzeal comemorativ.